# Pelagia noctiluca
Espèce
Pelagia noctiluca, aussi connue sous le nom de méduse pélagique, pélagie ou piqueur-mauve, est une espèce de méduses de l'embranchement des cnidaires, de la classe des scyphozoaires, et de la famille des Pelagiidae.
Cette espèce exclusivement pélagique forme de larges bancs de plusieurs centaines, voire plusieurs milliers de spécimens, qui se déplacent au gré des courants.

## Étymologie
L'espèce est décrite sous le nom de Medusa noctiluca par le naturaliste suédois Pehr Forsskål lors de sa traversée de la Méditerranée en 1775. En grec, l'adjectif πελάγια (pelágia) signifie « de la haute mer » ; le latin nocti(s) veut dire « de la nuit » et le suffixe luca est dérivé du latin lux, lucis, la « lumière ». Ainsi Pelagia noctiluca peut être compris comme la dénomination d'un organisme de haute mer ayant la faculté de briller dans le noir. Cette propriété est due à un mucus lumineux produit par l'enveloppe de l'animal lorsque celui-ci est dérangé par les vagues.

## Description
Pelagia noctiluca est une méduse scyphozoaire phototrope négative qui est, contrairement à la plupart des scyphoméduses, exclusivement pélagique.
Ce cnidaire possède une ombrelle crénelée (seize plis marginaux, de forme rectangulaire avec les coins arrondis et des entailles médianes peu profondes), arrondie ou aplatie suivant le degré de contraction, de 3 à 12 cm chez les adultes. La marge de l'ombrelle présente huit rhopalies (constitués uniquement d’un statocyste et d’un bulbe sensoriel, mais sans ocelles) alternant avec huit longs tentacules blanchâtres creux, pouvant atteindre 40 centimètres. Le manubrium attaché à la sous-ombrelle est prolongé par quatre longs bras buccaux, de couleur rosâtre, festonnés pouvant atteindre 15 centimètres de longueur. L'ensemble du corps est recouvert de cnidocytes (cellules à nématocystes urticants) qui peuvent provoquer de vives douleurs en cas de contact avec la peau. Un seul tentacule peut porter des centaines jusqu’à des milliers de cnidocytes dans son ectoderme. L'ombrelle et les bras buccaux sont parsemés de très nombreuses verrues mauves qui contiennent ces cnidocytes. Les bras buccaux capturent et paralysent les proies faisant partie du zooplancton (90 % de crustacés — cladocères et copépode —, cténaires, petites méduses, thaliacés voire petits poissons) et les ramènent, grâce à un mucus gluant, vers le manubrium. La digestion est extracellulaire et a lieu au sein de le cavité sous-ombrellaire. Les restes non digérés sont rejetés par la bouche. Le régime alimentaire semble opportuniste, la prédation de cette espèce étant plutôt gouvernée par la disponibilité de la nourriture que par la préférence alimentaire.
Possédant quatre pigments, elle présente une coloration rougeâtre variée, allant de l'orange au violet en passant par le rose, et un dichromatisme sexuel : les femelles sont plutôt marron et les mâles violets. Son ectoderme (chapeau) est transparent et urticant et laisse entrevoir sa mésoglée, son endoderme et ses gonades. Elle brille grâce à un mucus sécrété par son ectoderme lorsque la méduse est perturbée ou heurtée par les vagues.
Contrairement aux autres espèces de sa famille, cette Pélagie semelpare, à gonochorisme stable, est caractérisée par un cycle de développement hypogénétique, holoplanctonique et direct : à l'automne, les méduses mâles libèrent par leur cavité orale des spermatozoïdes directement dans l'eau de mer. Ces cellules reproductrices pénètrent dans la cavité orale des méduses femelles qui y ont également libéré leurs ovocytes. Après cette fertilisation externe, la fécondation interne a lieu dans la cavité gastrique des méduses femelles qui libèrent par leur cavité orale un nuage jaune d'œufs (jusqu'à 19 000 œufs en laboratoire) en pleine mer. Ces œufs éclosent au bout de deux jours, donnant naissance à une petite larve de type planula. En 44 heures, cette larve se transforme progressivement en une larve ephyra qui évolue progressivement pour donner une jeune méduse. Elle passe donc directement au stade de méduse adulte, sans stade scyphistome (petit polype).
Cette Pélagie peut survivre plusieurs semaines sans nourriture et supporter des variations de température de l'eau allant de 13 à 25 degrés.

## Habitat
Cette espèce de méduse pélagique est largement présente dans toutes les eaux chaudes et tempérées, comme la mer Méditerranée, la mer Rouge, ou l'océan Atlantique. Il est plausible que son aire de répartition puisse se déplacer vers le nord avec le réchauffement climatique. C'est un phénomène observé depuis quelques décennies pour diverses espèces de poissons, mais aussi de plancton. C'est la méduse méditerranéenne type, qui abonde sur le littoral certains étés, notamment celui de Marseille à l'Italie, apportée par le courant liguro-provençal qui longe les côtes du golfe de Gênes aux Baléares.

## Risques et dangers
C'est une méduse urticante dont la piqûre provoque pour les baigneurs une sensation de brûlure, des démangeaisons, des lésions cutanées relativement importantes, voire des allergies pouvant occasionner des chocs anaphylactiques. Cette espèce n’est pas létale, contrairement à d’autres retrouvées en Australie, mais des accidents mortels ont été signalés, de manière exceptionnelle lorsque ces chocs allergiques ne sont pas traités assez vite ou que de nombreuses piqûres peuvent induire un affolement du baigneur où il n'a plus pied et une noyade.
Des colonies de cette « ortie de mer » envahissent ou s’échouent sur des plages des côtes méditerranéennes où elle est devenue depuis les années 2000 la terreur des baigneurs. Cet impact touristique incite des gérants de plages privées et les communes de la Côte d'azur à investir dans des filets de protection ou des robots découpeurs de méduses. Ces équipements ont cependant comme conséquence possible de former une « soupe urticante ». Les méduses « vont s’écraser contre les mailles, d’autres animaux aussi, au demeurant. Stressées, elles vont secréter un mucus urticant et leurs tentacules vont se briser tout en restant venimeux ». De plus, la prise de ces animaux dans des filets ou leur hachage induit la production de spermatozoïdes et d'ovules, ce qui favorise la pullulation de méduses. L’observatoire océanologique de Villefranche-sur-Mer a lancé en 2012 un « bulletin météo des méduses » mais les collectivités locales, soucieuses de gérer l'impact touristique, ont supprimé leurs financements.
Les cycles à Pelagia débutaient environ tous les douze ans (par exemple, trois ans de présence, puis neuf ans tranquilles) mais ces cycles se sont accélérés depuis 1999 et elle est désormais présente chaque année. Ce type de pullulation est plutôt habituellement observé en été. La prolifération de cette espèce, favorisée par la température élevée de l'eau et le nombre restreint de prédateurs, explique qu'elle peut envahir les ports et tuer la faune piscicole. Ainsi en Irlande du Nord, mi-novembre 2007 une pullulation qui semble avoir concerné une surface de 26 km2 environ, et 10 mètres de profondeur s'est déplacée vers une pisciculture, y tuant plus de 100 000 poissons (1 million £ de dégâts) .
Ces méduses peuvent également avoir un impact sur l’activité industrielle, notamment en bouchant les canalisations des centrales électriques et de dessalage.

## Galerie

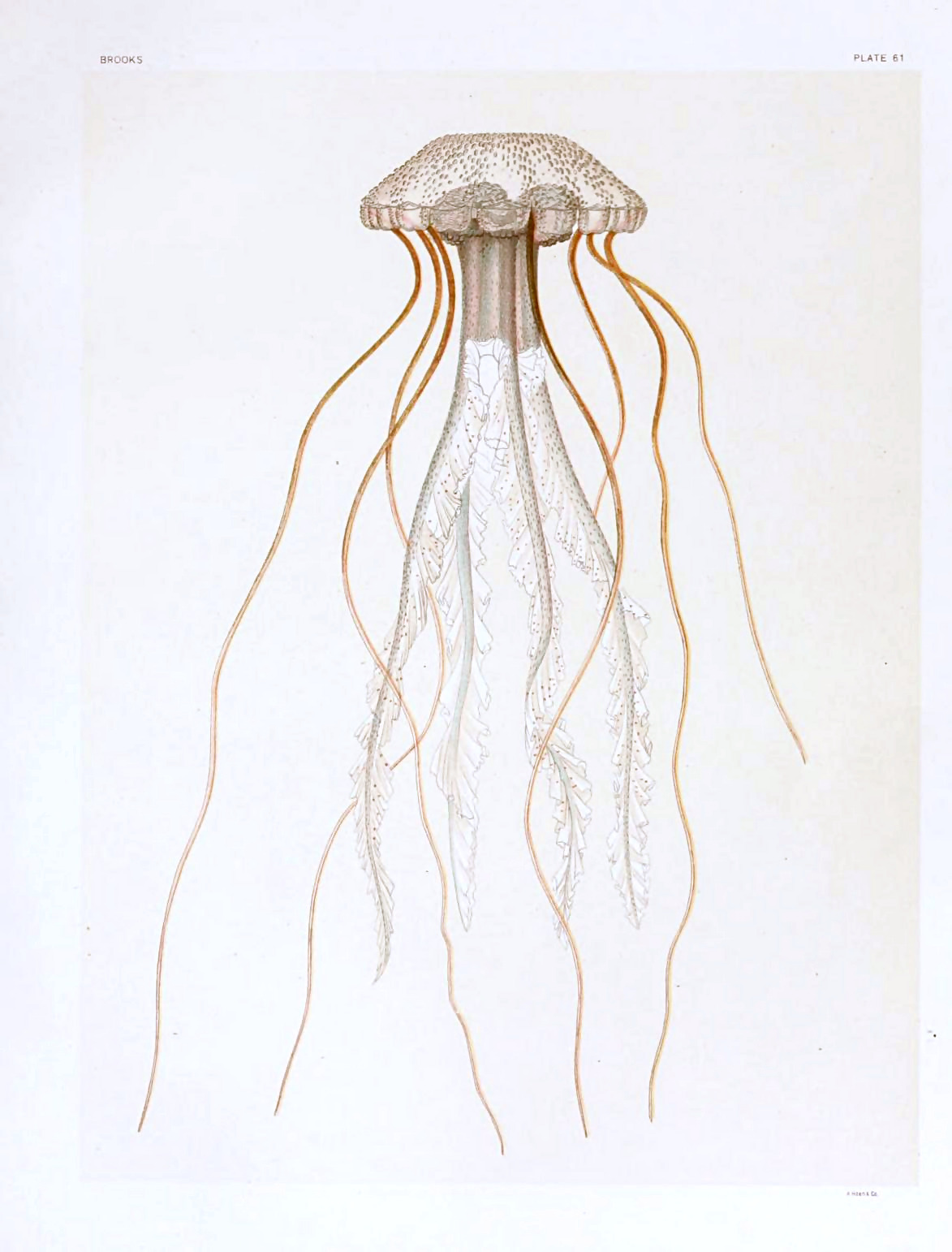
Dessin naturaliste
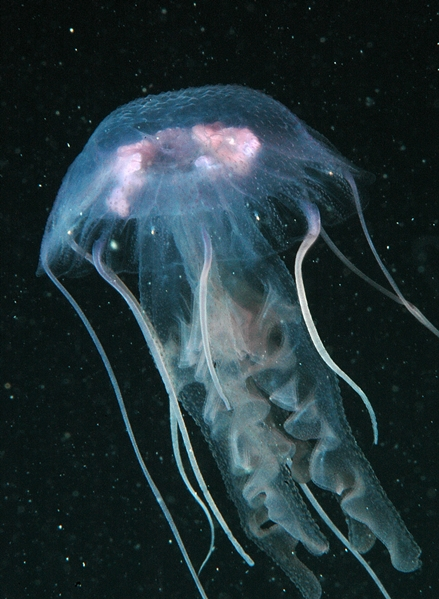
Les gonades sont généralement constituées par deux paires d’organes ovales situés sous l’ombrelle, près du centre
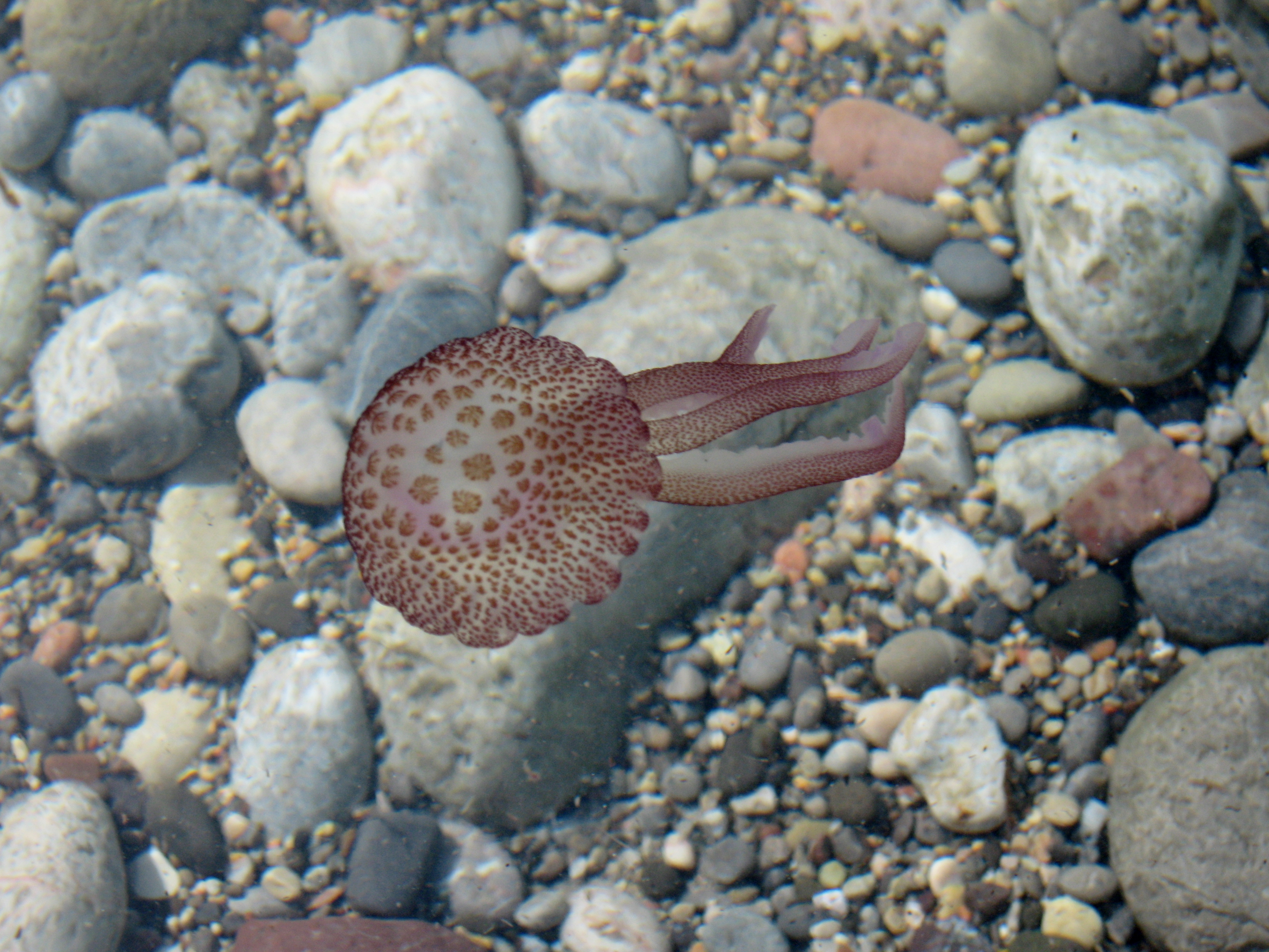
Bien que pélagique, les courants peuvent l'amener près de la surface dans des eaux chaudes ou tempérées
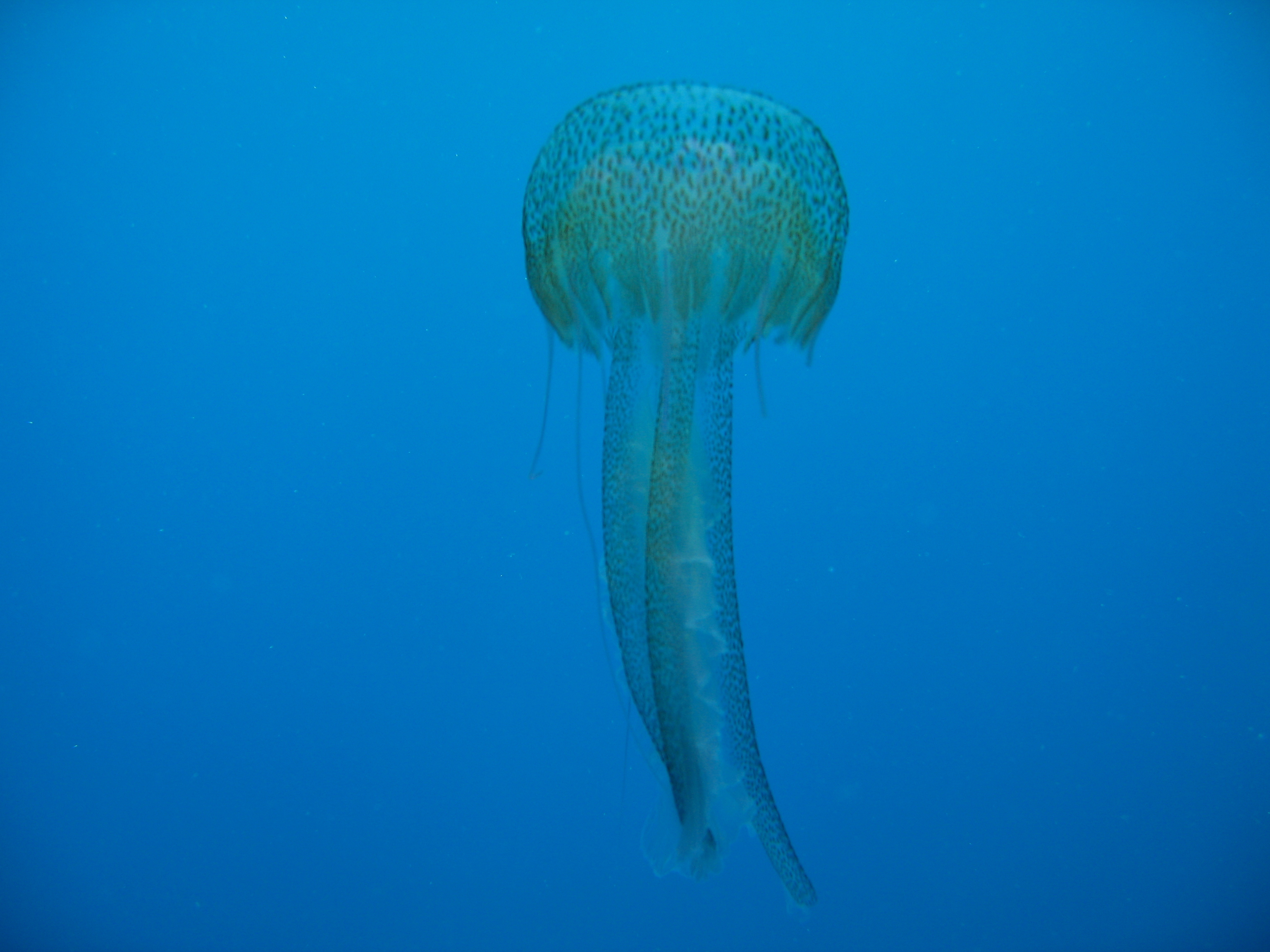
Le stade pélagique représente le stade sexué dans la vie de cette Pélagie
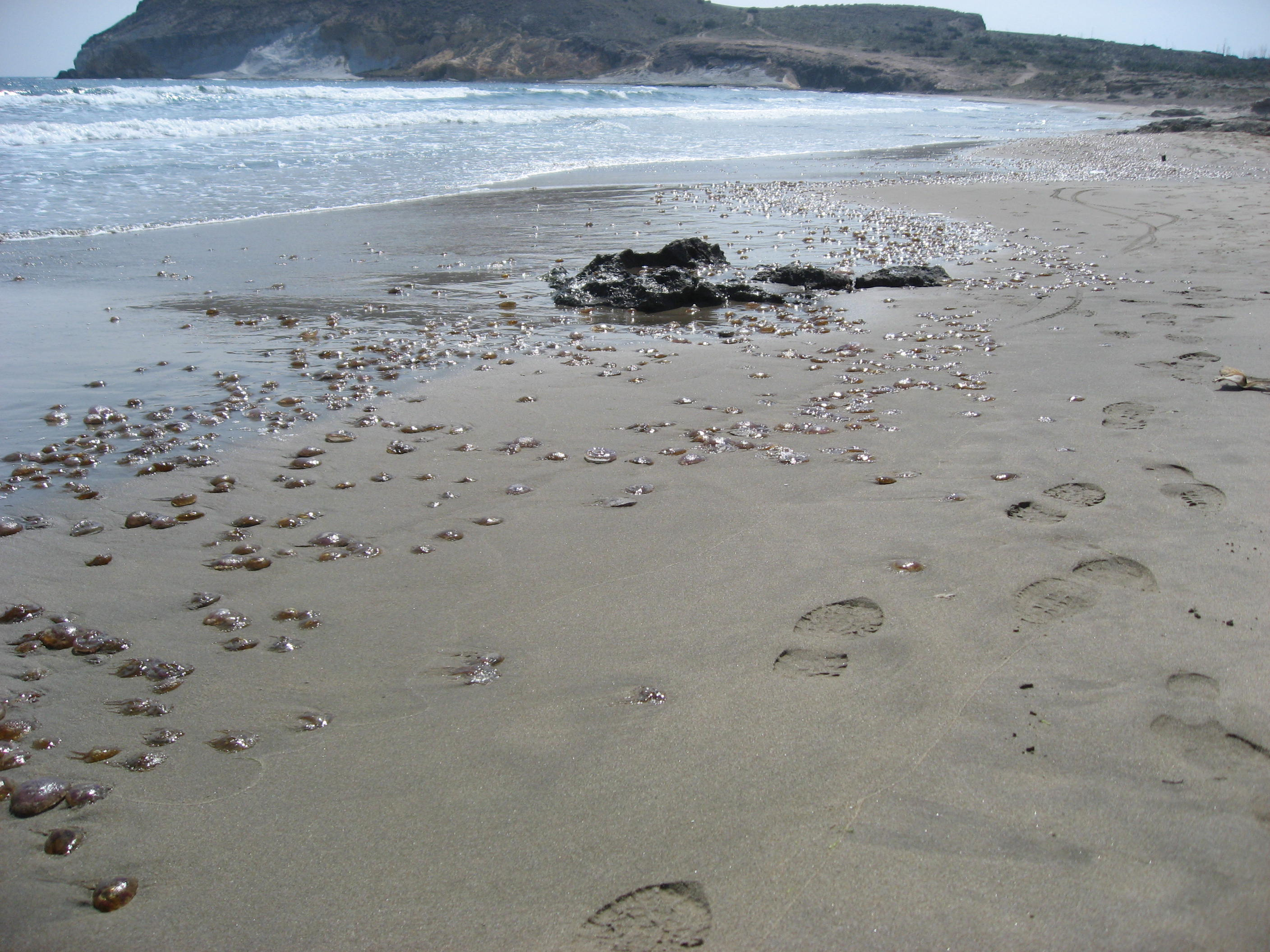
Une marée de Pelagia noctiluca en Espagne.
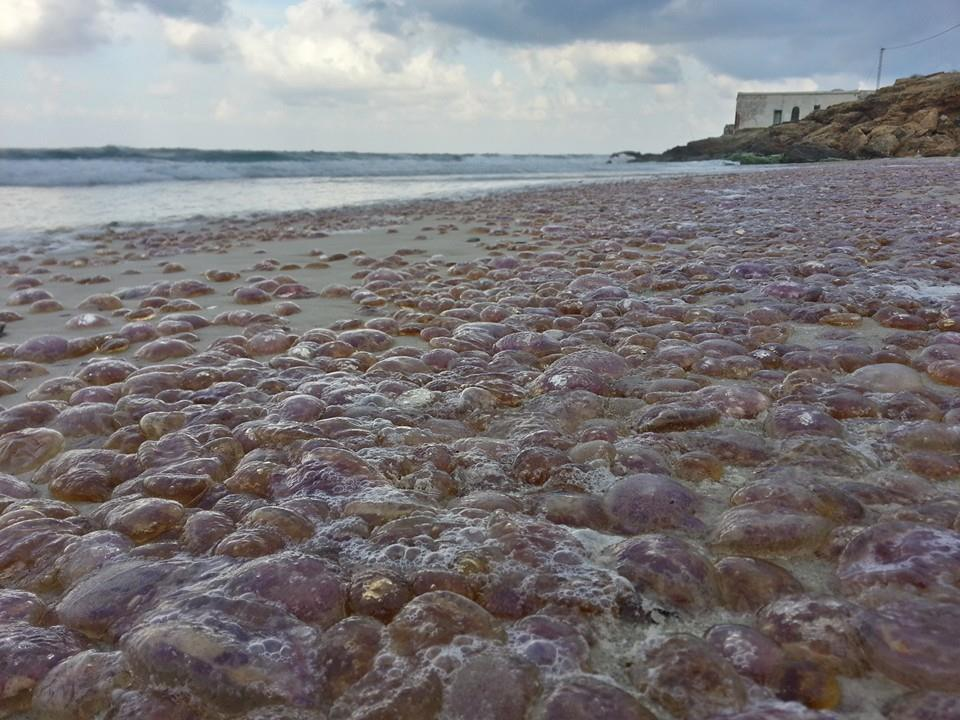
Spectaculaire échouage de méduses à Bizerte en Tunisie.
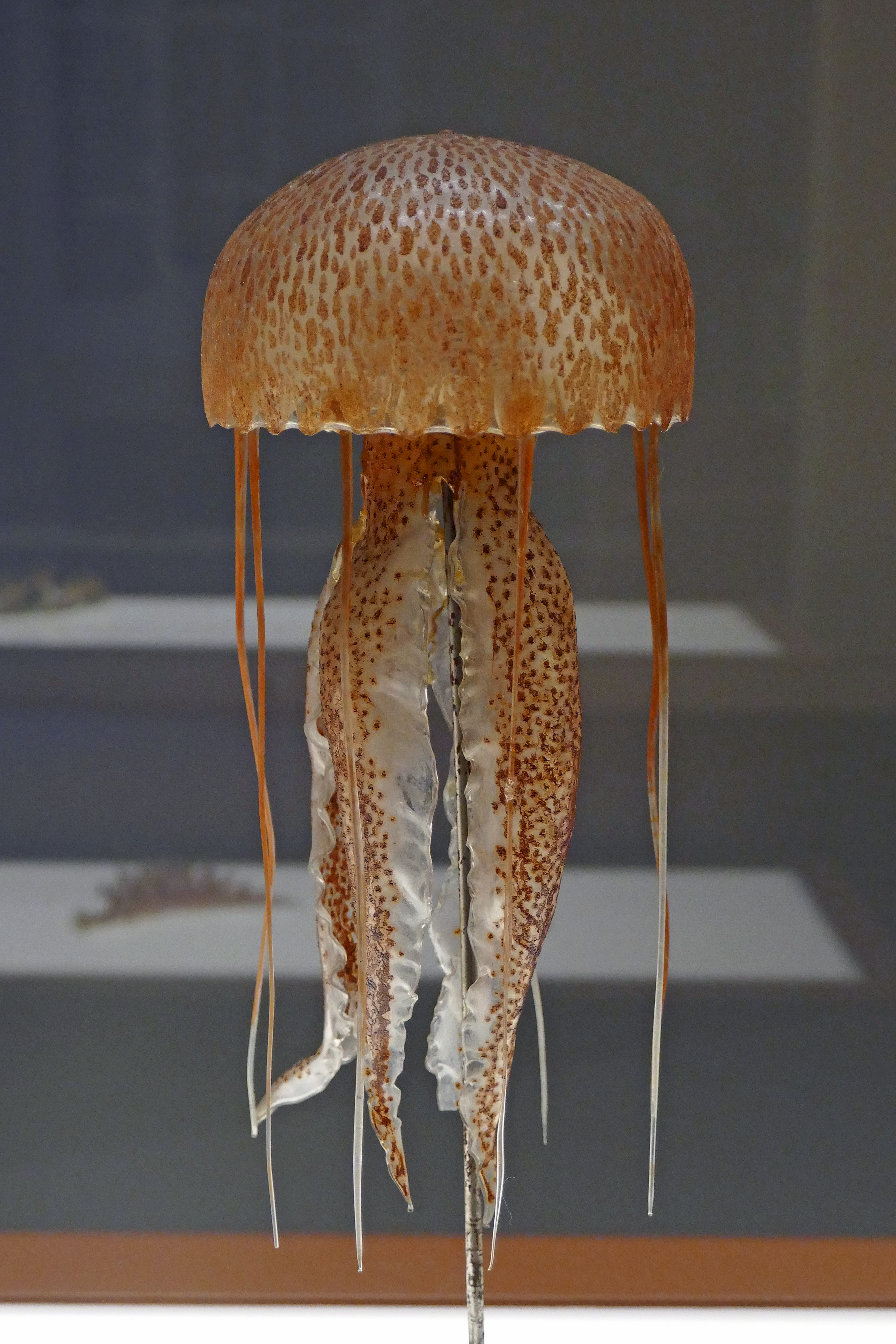
Pelagia noctiluca en verre, réalisée par les Blaschka Musée zoologique de Strasbourg